# Ischnoceros sanxiaensis
Ischnoceros sanxiaensis är en stekelart som beskrevs av Wang 1997. Ischnoceros sanxiaensis ingår i släktet Ischnoceros och familjen brokparasitsteklar. Inga underarter finns listade i Catalogue of Life.